# Tsitsikamma scurra
Tsitsikamma scurra är en svampdjursart som beskrevs av Samaai, Gibbons, Kelly och Davies-Coleman 2003. Tsitsikamma scurra ingår i släktet Tsitsikamma och familjen Latrunculiidae.
Artens utbredningsområde är havet utanför Sydafrika. Inga underarter finns listade i Catalogue of Life.